# ستاد کل ارتش برزیل
ستاد کل ارتش برزیل (پرتغالی: Estado-Maior do Exército) ارشدترین جایگاه در ارتش برزیل است، که در سال ۱۸۹۶ تشکیل شد. هم‌اکنون ارتشبد مارک آنتونیو آمارو دوس سانتوس ریاست ستاد کل ارتش برزیل را برعهده دارد.